# Borovnice (district de Benešov)
Pour les articles homonymes, voir Borovnice.
Borovnice (en allemand : Blaschejowitz) est une commune du district de Benešov, dans la région de Bohême-Centrale, en République tchèque. Sa population s'élevait à 86 habitants en 2020.

## Géographie
Borovnice se trouve à 11 km au sud-est de Vlašim, à 29 km au sud-est de Benešov et à 64 km au sud-est de Prague.
La commune est limitée par Kuňovice et Mnichovice au nord, par Čechtice à l'est et au sud, et par Chmelná à l'ouest.

## Histoire
La première mention écrite du village date de 1352.